# 比婆山
比婆山（ひばやま）は、日本神話においてイザナミが葬られたと記される地。
古事記において「かれその神避りし伊邪那美の神は、出雲の国（現在の島根県東部）と伯伎の国（伯耆の国、現在の鳥取県西部）の堺、比婆の山に葬りき」と記される。イザナミの墓所の伝承地は、日本神話に記される比婆山や熊野市有馬のほか、雲伯国境を中心として日本各地にある。宮内省は八雲村（現在の松江市）の神納山を比定地の中で最も有力として「陵墓参考地」に認定し、内務省は船通山の北にある御墓山を「伊弉冉尊御陵流伝地」に指定していた。
しかし近世以降、古事記解読に初めて成功した本居宣長の古事記伝の話と、鉄製品を作る最良の砂鉄の産地は雲伯国境地帯であることから安来市伯太町のもの（比婆山久米神社）が支持されていた歴史があり、江戸時代、母里藩の古地図にも峯山大権現と記されているのが確認されている。さらには当地に伝承されてきた、たたら製鉄でつくり出される玉鋼は日本人の魂の象徴とされる日本刀の創始（安綱）ともかかわりが深く、最近では安本美典がこれら諸説を文献学的に比較し、島根/鳥取県境に最も近い安来市伯太町の比婆山を比定している。
広島県庄原市から島根県仁多郡奥出雲町境にある比婆山は現在、国定公園に指定されている。

## 広島県庄原市の比婆山
広島県の比婆山（ひばやま）は、庄原市にある標高1264 mの山。中国山地中部にあり、比婆道後帝釈国定公園に属している。
比婆山連峰の最高峰は立烏帽子山 (1299 m) であり、比婆山といえばこれを指すこともあるが、立烏帽子山の北北西方向、標高1264 mのブナ林の中に円丘があり、伊邪那美命の御陵と伝えられる苔むした巨石が横たわっている。この峰を特に比婆山あるいは比婆山御陵と呼ぶ場合もあり、国土地理院の2万5千万分の1地形図ではここを「比婆山」としている。
さらに烏帽子山（御陵の北西側・島根県境）、池ノ段（立烏帽子山の西側）、竜王山（立烏帽子山の南東側）に三等三角点が設置され、それぞれ「烏帽子山」1225.14 m、「立烏帽子」1279.46 m、「川奥」1255.84 mとなっている。また烏帽子山の西にある吾妻山は、日本三百名山に選定されている。
竜王山の南西側山麓には伊邪那美命を祭った熊野神社があり、比婆山への参道の遥拝所にあたるとされる。熊野神社の境内には、樹齢千年といわれる全国でも有数の巨杉がある。
北東側山麓の六の原にはたたら製鉄場跡があり復元展示され、県史跡に指定されている。 一帯はひろしま県民の森として整備され、宿泊施設、キャンプ場、スキー場がある。
比婆山連峰は、1970年に未確認動物であるヒバゴン目撃騒動の舞台となった。

### 登山
広島県民の森から出雲峠を経由して登る登山道が一般的。山頂広場周囲には木が茂っており眺望は望めない。眺望を望む登山客は、比婆山連峰の烏帽子山や毛無山、池ノ段を縦走して広島県民の森に戻るルートがある。南側の比婆山古道入口や立烏帽子山駐車場から登るルートもある。クロスカントリーの競技会のコースとしても使われる。

### 交通
- JR芸備線備後落合駅からタクシーで約30分。県民の森センター宿泊の場合は送迎有り。
- 中国自動車道庄原ICより国道183号、国道314号、県道256号を経由して約38 km。車での所要時間は約50分。

### 文学作品
- 短歌集『比婆山』（山本康夫、遠藤正人共著、真樹叢書11、真樹社、1942年）
  - 著者それぞれが詠んだ「比婆山百首」が収録されている。

## 島根県安来市の比婆山
島根県の比婆山（ひばやま）は、安来市にある標高約331 mの山。山上の奥宮（比婆山久米神社）には、国生み母神イザナミノミコトの御神陵と伝えられる古い塚が存在する。山全体を神域とし、麓に里宮があり、里宮から山頂の奥宮まで参道が続く。参道はその他にも、峠ノ内参道、清水掻参道がある。比婆山は130万年前の「松山逆帯磁期（現在とは地磁気が反転していた時代）」の火山活動によって形成された玄武岩を主とする山であり、太古の逆転磁気を帯びている。一帯は強い磁場帯であり、方位磁石は正しい方位を示さない。

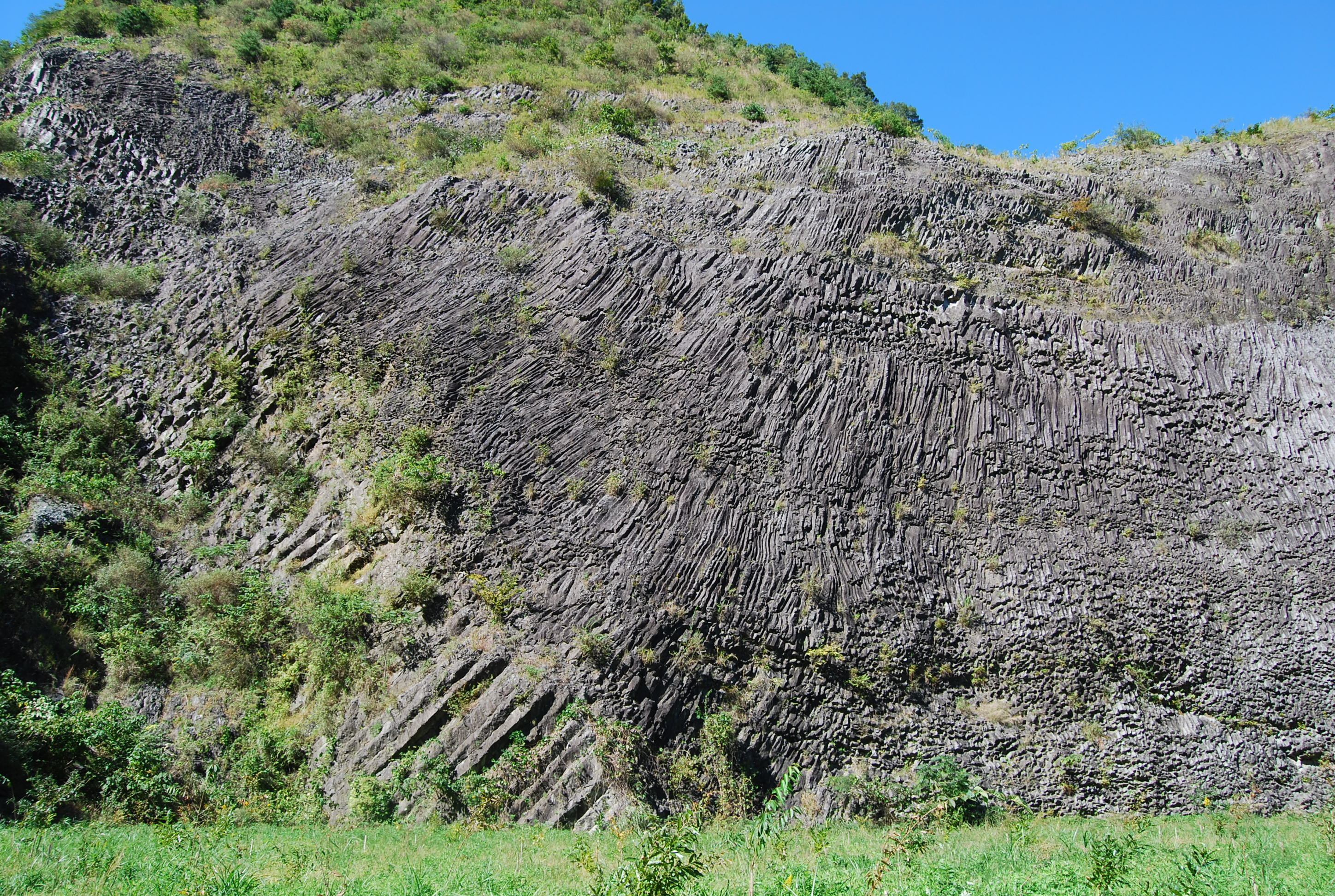
比婆山の基盤を形成する玄武岩柱状節理群は、太古の逆転磁気を帯びている。そのため、この岩盤付近では方位磁石は正しい方向を向かない。また、この山の水は多くのミネラルを含んでいる。

麓では自然の造形美である「玄武岩柱状節理」を見ることができ、その規模は国内最大級の深さ130 mにも達し、磁気エネルギー強力なパワースポットとして、古来より信仰を集めてきた歴史がある。
古くより東方の「上の台」と対峙して鶴山亀山としての山容も伝える。また山頂付近にはここにしか存在しない県天然記念物指定「陰陽竹」が自生している。他にも「玉抱石（盃状穴）」と呼ばれる穴の空いた不思議な霊石や「神籠石」などが見られる。
この比婆山久米神社西側の山頂に三等三角点「高盛山」が設けられ、330.81 mとなっている。

### 交通
- 山陰道安来ICより県道9号線を南進して約21 km。車での所要時間は約30分。